# وريد هامشي أيمن
الوريد الهامشي الأيمن، هو وريد صغير ينقل الدم من القلب. ويمر على طول الحافة السفلية للقلب ويرتبط مع الوريد القلبي الصغير (ويعرف أحياناً بالوريد التاجي الأيمن) في التلم التاجي للقلب، أو يصب مباشرة إلى الأذين.